# Pompinhac
Pompinhac (en francès Pompignac) és un municipi francès situat al departament de la Gironda i a la regió de la Nova Aquitània.

## Demografia
| 1962                                       | 1968 | 1975  | 1982  | 1990  | 1999  | 2007  |
| ------------------------------------------ | ---- | ----- | ----- | ----- | ----- | ----- |
| 721                                        | 749  | 1.222 | 1.640 | 2.355 | 2.529 | 2.542 |
| Des de 1962: població sense dobles comptes |      |       |       |       |       |       |

## Administració
| Període   | Identitat       | Partit |
| --------- | --------------- | ------ |
| 1991-1993 | Jacqueline Baud |        |
| 1993-1995 | Eliane Maviel   |        |
| 1995-2008 | Denis Elissalde |        |
| 2008-     | Denis Lopez     |        |

## Agermanaments
- Lerín